# Dragon Quest
Cet article concerne la série de jeux vidéo Dragon Quest. Pour le manga Dragon Quest : La Quête de Daï, voir Dragon Quest : La Quête de Daï.
 (août 2015).
Si vous disposez d'ouvrages ou d'articles de référence ou si vous connaissez des sites web de qualité traitant du thème abordé ici, merci de compléter l'article en donnant les références utiles à sa vérifiabilité et en les liant à la section « Notes et références ».
Dragon Quest (ドラゴンクエスト, Doragon Kuesuto), aussi connu sous le nom de Dragon Warrior aux États-Unis, est une série de jeux vidéo créée en 1986 par Yūji Horii. Pour chacun des épisodes, Horii tient la place de directeur ou de producteur, Akira Toriyama supervise l'environnement graphique puis se concentre sur la création des personnages et Kōichi Sugiyama compose les musiques.
La série est extrêmement populaire au Japon et s'est vendue à plus de 91 millions d'exemplaires dans le monde.

## Création
Le premier épisode, créé par la société japonaise Enix, est sorti en 1986. Inspiré par les déjà nombreux jeux vidéo de rôle sur microordinateurs, il est généralement considéré comme le premier représentant du genre sur console de jeu vidéo. Au Japon, l'influence du jeu original et de la série sur les jeux vidéo de rôle sur console a été immense.
La série continue encore aujourd'hui à faire des émules, et chaque épisode s'est hissé au sommet des classements des meilleures ventes de jeux vidéo au Japon. Ce qui caractérise Dragon Quest est une certaine forme de classicisme et de simplicité : univers heroic-fantasy coloré, dragons, héros, légendes et autres démons qui se retrouvent dans tous les épisodes, là où d'autres séries varient les univers. À tout cela on peut ajouter les graphismes très caractéristiques d'Akira Toriyama, une difficulté relevée, et un gameplay reconnu pour sa profondeur.
Dragon Quest est l'œuvre maîtresse de Yuji Horii. Ce dernier a aussi supervisé, avec Hironobu Sakaguchi, le célèbre Chrono Trigger. Les autres grands noms de DQ sont Kōichi Sugiyama, responsable des thèmes musicaux et Akira Toriyama, responsable du character design.
De par sa longévité, la série a connu un grand nombre de plates-formes différentes : MSX, NES, Super Nintendo, Game Boy Color, Game Boy Advance, Nintendo DS, Nintendo 3DS, Wii, Wii U, Nintendo Switch, téléphones portables, PlayStation, PlayStation 2, PlayStation 3, PlayStation 4 et Xbox one.

## Épisodes

### Série principale
| Titre Titre original                                                                                         | Plateformes et années de sortie | Plateformes et années de sortie                                                | Plateformes et années de sortie                                                                         |
| Titre Titre original                                                                                         | Japon | Amérique du Nord                                                               | Europe                                                                                                  |
| --- | --- | ------------------------------------------------------------------------------ | --- |
| Dragon Quest                                                                                                 | Famicom (1986), MSX (1986), PC-98 (1986), Sharp X68000 (1992), Super Famicom (1993), Game Boy Color (1999), téléphone mobile (2004), Android, iOS (2013), Nintendo Switch (2019) | NES (1989), Game Boy Color (2000), Android, iOS (2014), Nintendo Switch (2019) | Android, iOS (2014), Nintendo Switch (2019)                                                             |
| Dragon Quest II: Luminaries of the Legendary Line Dragon Quest II: Akuryo no Kamigami                        | Famicom (1987), MSX (1988), Super Famicom (1993), Game Boy Color (1999), téléphone mobile (2008), Android, iOS (2014), Nintendo Switch (2019)                                    | NES (1990), Game Boy Color (2000), Android, iOS (2014), Nintendo Switch (2019) | Android, iOS (2014), Nintendo Switch (2019)                                                             |
| Dragon Quest III: The Seeds of Salvation Dragon Quest III: Soshite Densetsu e…                               | Famicom (1988), Super Famicom (1996), Game Boy Color (2000), Android, iOS (2014), Nintendo Switch (2019)                                                                         | NES (1992), Game Boy Color (2001), Android, iOS (2014), Nintendo Switch (2019) | Android, iOS (2014), Nintendo Switch (2019)                                                             |
| Dragon Quest IV : L'Épopée des élus Dragon Quest IV: Michibikareshi Monotachi                                | Famicom (1990), PlayStation (2001), Nintendo DS (2007), Android, iOS (2014) | NES (1992), Nintendo DS (2008), Android, iOS (2014)                            | Nintendo DS (2008), Android, iOS (2014)                                                                 |
| Dragon Quest V : La Fiancée céleste Dragon Quest V: Tenkū no Hanayome                                        | Super Famicom (1992), PlayStation 2 (2004), Nintendo DS (2008), Android, iOS (2014)                                                                                              | Nintendo DS (2009), Android, iOS (2014)                                        | Nintendo DS (2009), Android, iOS (2015)                                                                 |
| Dragon Quest VI : Le Royaume des Songes Dragon Quest VI: Maboroshi no Daichi                                 | Super Famicom (1995), Nintendo DS (2010), Android, iOS (2015) | Nintendo DS (2010), Android, iOS (2015)                                        | Nintendo DS (2011), Android, iOS (2015)                                                                 |
| Dragon Quest VII : La Quête des vestiges du monde Dragon Quest VII: Eden no Senshi-tachi                     | PlayStation (2000), Nintendo 3DS (2013), iOS, Android (2015) | PlayStation (2001), Nintendo 3DS (2016)                                        | Nintendo 3DS (2016)                                                                                     |
| Dragon Quest VIII : L'Odyssée du roi maudit Dragon Quest VIII: Sora to Umi to Daichi to Norowareshi Himegimi | PlayStation 2 (2004), Android, iOS (2014), Nintendo 3DS (2015) | PlayStation 2 (2005), Android, iOS (2014), Nintendo 3DS (2017)                 | PlayStation 2 (2006), Android, iOS (2014), Nintendo 3DS (2017)                                          |
| Dragon Quest IX : Les Sentinelles du Firmament Dragon Quest IX: Hoshizora no Mamoribito                      | Nintendo DS (2009) | Nintendo DS (2010)                                                             | Nintendo DS (2010)                                                                                      |
| Dragon Quest X Dragon Quest X: Mezameshi Itsutsu no Shuzoku Online                                           | Wii (2012), Wii U, Windows, Android, iOS (2013), Nintendo 3DS (2014), PlayStation 4, Nintendo Switch (2017)                                                                      | Aucune sortie                                                                  | Aucune sortie                                                                                           |
| Dragon Quest XI: Les Combattants de la destinée Dragon Quest XI: Sugisarishi toki o motomete                 | PlayStation 4, Nintendo 3DS (2017), Nintendo Switch (2019) Xbox (2020) Google Stadia (2021)                                                                                      | PlayStation 4, Microsoft Windows (2018)                                        | PlayStation 4, Microsoft Windows (2018) Dragon Quest XI S Switch (2019), Xbox one (2020), Stadia (2021) |
| Dragon Quest XII: The Flames of Fate Dragon Quest XII: Erabareshi Unmei no Honoo                             | PlayStation 4, PlayStation 5 | PlayStation 4, PlayStation 5                                                   | PlayStation 4, PlayStation 5                                                                            |

### Jeux dérivés
Dragon Quest a donné naissance à des séries dérivées :
- Dragon Quest : Fushigi no Dungeon (Mystery Dungeon) :
  - 1993 : Torneko no Daiboken, Torneko étant le personnage du gros marchand dans Dragon Quest IV : L'Épopée des élus, sorti sur Super Famicom au Japon ;
  - 1999 : Torneko: The Last Hope (Torneko no Daibōken 2 - Fushigi no Dungeon au Japon) sorti sur PlayStation au Japon et aux États-Unis ;
  - 2002 : Dragon Quest Characters: Torneko no Daibōken 3 sorti sur PlayStation 2 et Game Boy Advance au Japon ;
  - 2006 : Dragon Quest: Shounen Yangus to Fushigi no Dungeon, qui raconte l'enfance de Yangus, personnage jouable de Dragon Quest VIII, sorti sur PlayStation 2 au Japon ;

- Dragon Quest Monsters, dans laquelle le joueur doit élever des monstres afin de les faire combattre. Le concept est très proche des jeux Pokémon sortis sur Game Boy quelques années avant :
  - 1998 : Dragon Quest Monsters, sorti sur Game Boy Color au Japon, aux États-Unis et en Europe (premier jeu de la franchise à sortir officiellement en Europe) ;
  - 2001 : Dragon Quest Monsters 2, sorti sur Game Boy Color au Japon et aux États-Unis.
  - 2002 : Dragon Quest Monsters 1+2 Hoshi Furi no Yūsha to Bokujō no Nakamatachi, sorti sur PlayStation au Japon, à la fois compilation et remake des deux épisodes Game Boy Color ;
  - 2003 : Dragon Quest Monsters: Caravan Heart, sorti sur Game Boy Advance au Japon ;
  - 2006 : Dragon Quest Monsters: Joker, sorti sur Nintendo DS au Japon, aux États-Unis et en Europe;
  - 2011 : Dragon Quest Monsters: Joker 2, sorti sur Nintendo DS au Japon, aux États-Unis et en Europe;
  - 2012 : Dragon Quest Monsters: Terry no Wonderland 3D, sorti sur Nintendo 3DS au Japon, remake du premier Dragon Quest Monsters ;
  - 2014 : Dragon Quest Monsters: Iru to Ruka no Fushigi na Fushigi na Kagi, sorti sur Nintendo 3DS au Japon, remake de Dragon Quest Monsters 2 ;
  - 2014 : Dragon Quest Monsters: Super Light, jeu Free to play sorti sur mobile Apple et Android au Japon ;
  - 2016 : Dragon Quest Monsters: Joker 3, sorti sur Nintendo 3DS au Japon;
  - 2023 : Dragon Quest Monsters : Le Prince des ombres (Dragon Quest Monsters 3 au Japon), sorti sur Nintendo Switch.

- Slime MoriMori Dragon Quest, qui relate les aventures d'un slime bleu ;

- Dragon Quest Swords, jeux adoptant une vue à la première personne demandant d'affronter des vagues d'ennemis apparaissant à l'écran à l'aide d'un appareil avec reconnaissance de mouvements :
  - 2003 : Kenshin Dragon Quest: Yomigaerishi Densetsu no Ken (en), jeu sorti uniquement au Japon. Il s'agit d'un appareil à brancher directement à sa télévision pour pouvoir jouer. Le principe consiste à attaquer les monstres qui apparaissent sur sa télévision à l'aide de l'épée / manette ;
  - 2007 : Dragon Quest Swords : La Reine masquée et la tour des miroirs, sur Wii, qui met à profit la jouabilité particulière de cette console ;

- Dragon Quest: Monster Battle Road, sorti en Arcade en 2007 au Japon ;

- Dragon Quest Heroes, une série de type beat them up proche du concept des jeux Dynasty Warriors (appelés Musou ou Musо̄ au Japon) développés par Omega Force :
  - 2015 : Dragon Quest Heroes : Le Crépuscule de l'Arbre du Monde, sur PlayStation 4 et PlayStation 3 (uniquement au Japon sur PlayStation 3) ;
  - 2016 : Dragon Quest Heroes II, sur PlayStation 3, PlayStation 4, PlayStation Vita, Windows ;
  - 2017 : Dragon Quest Heroes I+II, sur Nintendo Switch, compilation des deux épisodes sortie uniquement au Japon ;

- Theatrhythm Dragon Quest (en), un jeu musical sur Nintendo 3DS exclusivement au Japon ;

- Dragon Quest Builders est un jeu d'aventure et de constructions dans un concept proche de Minecraft.
  - 2016 : Dragon Quest Builders, sur PlayStation 3 (uniquement au Japon), PlayStation 4, PlayStation Vita et Nintendo Switch ;
  - 2019 : Dragon Quest Builders 2, sur Microsoft Windows (via Steam), PlayStation 4 et Nintendo Switch ;

- Hoshi no Dragon Quest, (Dragon Quest of the stars) un jeu de rôle free-to-play sorti sur mobile Apple et Android, exclusivement au Japon en 2015, puis mondialement en 2020 ;
- Dragon Quest Rivals, un jeu de cartes à collectionner et de duel entre joueurs free-to-play sorti sur mobile Apple et Android, Windows et Nintendo Switch exclusivement au Japon en 2017, le concept est proche de Hearthstone ;
- Dragon Quest WALK, un jeu d'aventures nécessitant de parcourir les rues pour trouver des monstres et des trésors free-to-play sorti sur mobile Apple et Android, exclusivement au Japon en 2019, le concept est proche de Pokémon GO ;
- Dragon Quest Tact, un tactical-RPG free-to-play sorti sur mobile Apple et Android, en 2020 au Japon et en 2021 dans le reste du monde ;
- Dragon Quest Treasures, action-RPG dont l'objectif est de trouver des trésors. Sorti le 9 décembre 2022 sur Nintendo Switch dans le monde entier et le 14 juillet 2023 sur Microsoft Windows (via Steam).
- Infinity Strash: Dragon Quest The Adventure of Dai, une adaptation du manga/anime Dragon Quest : La Quête de Dai. Sorti le 28 septembre 2023 sur Nintendo Switch, PlayStation 4, PlayStation 5, Xbox Series et Microsoft Windows.

## Adaptations
Plusieurs mangas et anime ont été adaptés de Dragon Quest :
- Dragon Quest: Dai no daibōken : un manga de 37 volumes, une série télévisée de 46 épisodes, 3 films d'animation. L'adaptation la plus connue en Occident. D'abord éditée en France par J'ai lu sous le titre de Fly, elle est rééditée par Tonkam sous le nom de Dragon Quest : La Quête de Daï.
- Dragon Quest: Yuusha no Abel : un manga basée sur Dragon Quest III, série télévisée de 42 épisodes.
- Dragon Quest: Emblem of Roto : un manga de 21 volumes, un film.
- Dragon Quest: The Heaven Saga : une adaptation manga de Dragon Quest V.
- Dragon Quest: Maboroshi no Daichi : une adaptation manga de Dragon Quest VI
- Dragon Quest: Eden no senshitachi : une adaptation manga de Dragon Quest VII.
- Dragon Quest: Emblem of Roto: Les héritiers de l' emblème : suite de Dragon Quest: Emblem of Roto , en cours de parution.

## Popularité au Japon et à l'étranger
| 1999 | Dragon Quest Monsters                                         |
| 2006 | Dragon Quest : L'Odyssée du roi maudit                        |
| 2008 | Dragon Quest Monsters: Joker                                  |
| 2008 | Dragon Quest Swords : La Reine masquée et la tour des miroirs |
| 2008 | Dragon Quest : L'Épopée des élus                              |
| 2009 | Dragon Quest : La Fiancée céleste                             |
| 2009 | Dragon Quest Wars                                             |
| 2010 | Dragon Quest : Les Sentinelles du firmament                   |
| 2011 | Dragon Quest VI : Le Royaume des Songes                       |
| 2017 | Dragon Quest XI : Les Combattants de la Destinée              |

Au Japon, Dragon Quest détient de nombreux records. Il s'agit de la série la plus populaire de Square Enix, devant Final Fantasy et d'une manière générale, il s'agit de la série non-Nintendo la plus populaire du pays. Sur NES, les trois meilleures ventes d'éditeurs autres que Nintendo sont des Dragon Quest, tandis que sur Super Nintendo, Dragon Quest VI constitue également la meilleure vente d'un éditeur tiers avec 3,08 millions d'exemplaires vendus. Dragon Quest VII devient l'épisode le plus vendu de la série avec presque 4 millions d'exemplaires vendus, meilleure vente de la PlayStation au Japon et, hors jeux Nintendo, la meilleure vente de l'histoire du pays.
Toujours au Japon, la série est si populaire qu'à la suite de la sortie de Dragon Quest III en 1988, Enix planifie son calendrier de telle sorte que la sortie d'un nouvel opus de Dragon Quest se fasse désormais en dehors des jours ouvrés, afin de limiter l'absentéisme aussi bien scolaire que professionnel. C'est un tel phénomène au Japon qu'il existe des concerts basés sur cet univers, et de nombreux CD reprenant les diverses OST des jeux (certains ayant bénéficié de la participation de l'Orchestre philharmonique de Londres).
Dragon Quest VIII devient à son tour la meilleure vente de la PlayStation 2, tandis que le Dragon Quest IX plus tard annoncé sur la Nintendo DS connaît lui aussi un succès énorme. Bien que l'annonce d'un nouvel épisode sur une console portable surprenne beaucoup de monde, certaines personnes commencent déjà à imaginer la possibilité d'un succès colossal grâce au phénomène de la Nintendo DS, dont le président de Enterbrain qui déclare s'attendre à ce que le jeu puisse dépasser les 5 millions. À sa sortie en juillet 2009, il devient le deuxième meilleur démarrage de l'histoire avec environ 2,34 millions d'exemplaires écoulés en première semaine (2 jours) selon Famitsu, mais la loi l'imposant de sortir en week-end l'empêche ainsi de tenir la comparaison face à Final Fantasy VIII qui s'était lui écoulé à 2,5 millions d'exemplaires en première semaine, mais était sorti un jeudi, jour habituel des nouveautés au Japon, lui laissant ainsi 4 jours de commercialisation. Néanmoins Dragon Quest IX réussit à se maintenir dans les meilleures ventes et devient alors l'épisode le plus vendu de la série mais aussi le premier jeu non-Nintendo à dépasser les 4 millions d'exemplaires vendus et constitue actuellement le 11e jeu vidéo le plus vendu de l'histoire du Japon.
Dragon Quest n'a en revanche pas le même succès dans le reste du monde, Final Fantasy étant la série la plus populaire de Square-Enix à l'échelle mondiale. Enix avait tout de même à l'époque sorti les premiers épisode aux États-Unis, sous le nom de Dragon Warrior, mais aucun opus n'a rencontré de véritable succès. En revanche, la société n'a sorti aucun épisode en Europe. Après la fusion avec Squaresoft, l'éditeur devient plus ambitieux pour sa série à l'international. Dragon Quest VIII devient le premier épisode à sortir en Europe et également le premier à être traduit officiellement en français. Sans connaître un énorme succès commercial, le jeu se vend tout de même très bien en Occident et est globalement salué par la critique. Depuis, chaque épisode a droit à une localisation aux États-Unis comme en Europe, où Dragon Quest IV, Dragon Quest V et Dragon Quest VI sortent pour la première fois grâce à leurs remakes sur Nintendo DS. Les ventes sont toutefois assez moyennes, surtout en comparaison du succès japonais. La série s'avère toutefois plus populaire en Europe qu'aux États-Unis, bien que ce dernier soit le plus important marché au monde pour le jeu vidéo : dans le cas de Dragon Quest IV sur DS, Square-Enix a écoulé 1,19 million au Japon, 110 000 exemplaires en Amérique du Nord, et 150 000 exemplaires en Europe.

## Divers
La mascotte officielle de Dragon Quest est un slime (traduit en « gluant », dans la version française de Dragon Quest VIII) bleu, en forme d'oignon. Il apparaît dans chaque épisode du jeu et c'est souvent le premier antagoniste que l'on rencontre. Il peut, en se mélangeant avec d'autres slimes, devenir un roi slime, un slime plus gros coiffé d'une couronne.
Les jeux contiennent quelques notes religieuses : de nombreux évêques vagabondent souvent au sein de l'univers de Dragon Quest Monsters, et ont un pouvoir de guérison. Dans Dragon Quest VII, le seigneur du mal, une sorte de diable, appelé Orgodemir, est le dernier ennemi à combattre. Une quête annexe permet de se battre contre Dieu lui-même. Dans les épisodes de la série à partir de Dragon Quest IV (numérotés), la sauvegarde se fait dans des églises. Dans Dragon Quest IX, des pierres gravées dans le palais du tout-puissant relatent un récit ressemblant très fort à la genèse (premier livre de la Bible). Dans ce même opus, le mal est incarné par un ange déchu, et le tout-puissant a une fille unique qui s'est sacrifiée pour l'humanité.
Le héros de Dragon Quest XI est disponible en DLC payant dans Super Smash Bros. Ultimate, avec les héros de Dragon Quest III, Dragon Quest IV et Dragon Quest VIII en costumes alternatifs.

## Influence
Inspiré des jeux de rôle sur micro-ordinateurs (avec Ultima I en 1980 ou Wizardry en 1981), le premier opus Dragon Quest est considéré comme le premier jeu du genre sur console de jeux vidéo. En tant que premier jeu japonais du genre, il est source d'une influence artistique que l'on surnomme J-RPG pour les jeux de rôles japonais.
Ce même jeu a fait naître une autre série tout aussi populaire au Japon, Final Fantasy. Une série qui, à ses débuts, prenait référence sur la série Dragon Quest (au moins dans la forme comme l'utilisation de chiffre romain pour les titres) mais qui a su se démarquer par une prise de risque artistique et commerciale par la suite.
Dragon Quest a aussi inspiré d'autres séries tout aussi populaires telles que Pokémon, Digimon et Dokapon par la mécanique de recrutement et d'élevage de monstre. En effet dans Dragon Quest V sorti en 1992, il était déjà possible de capturer des monstres et de les faire évoluer, le principe même de Pokémon dont le premier jeu est sorti en 1996.
Dragon Quest a également inspiré Sega et le Ryu ga Gotoku Studio dans le dernier épisode de la saga Yakuza. En effet, dans Yakuza: Like a Dragon, sorti en 2020, le protagoniste principal, Ichiban Kasuga, se prend pour un héros de Dragon Quest. Le nom de la série est ouvertement cité dans le jeu, Square-Enix ayant donné à Sega le droit d'utilisation du nom.